# Tardes
Pour les articles homonymes, voir Tardes (homonymie).
Tardes est une commune française située dans le département de la Creuse en région Nouvelle-Aquitaine.

## Géographie

### Généralités

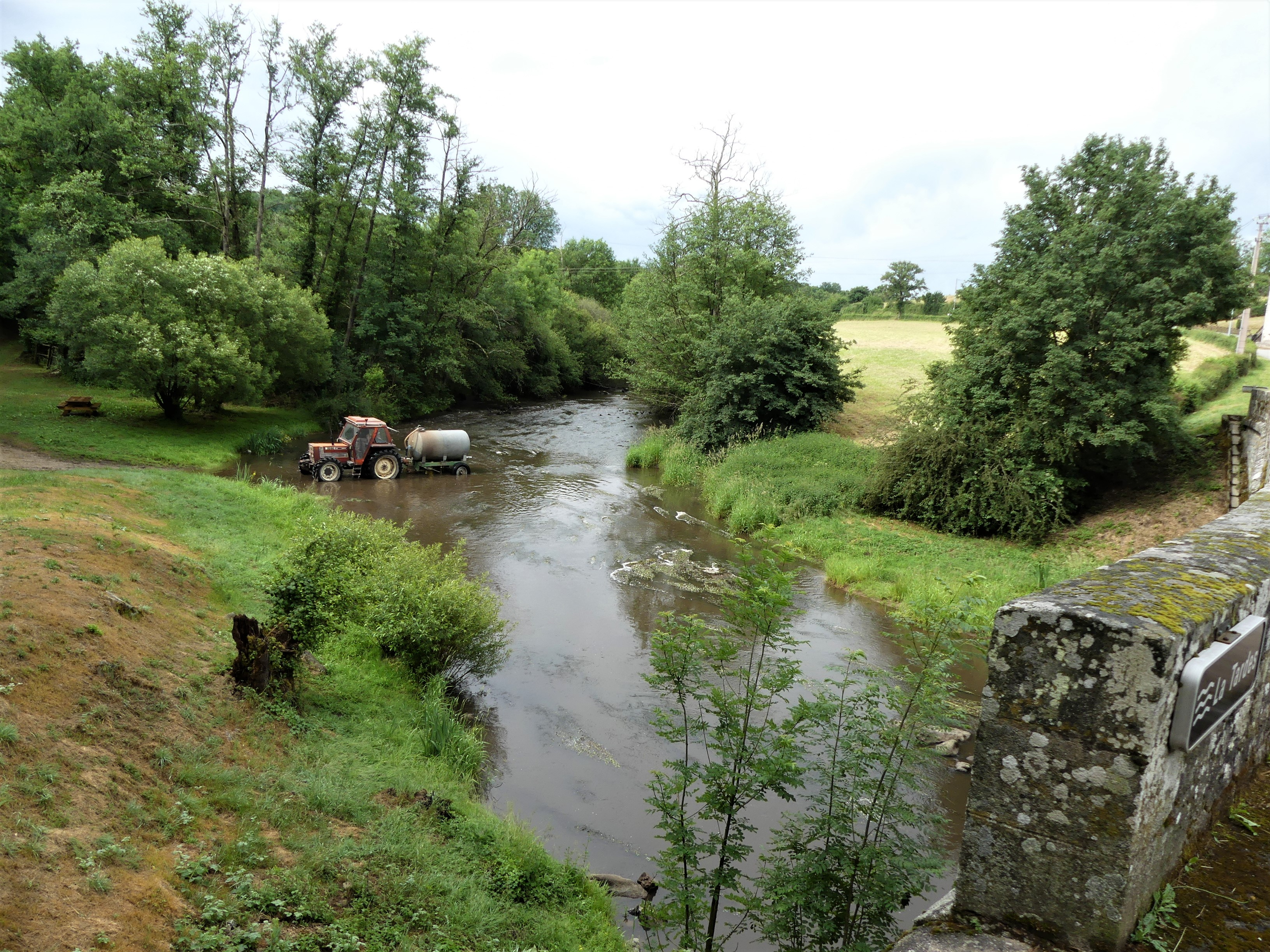
La Tardes au sud-ouest du bourg.

Dans le quart nord-est du département de la Creuse, la commune de Tardes s'étend sur 21,40 km2, sur le rebord ouest du plateau de Combraille, en limite du bassin de Gouzon. Le territoire de la commune est traversé du sud-ouest vers le nord par la rivière dont est tiré son nom : la Tardes ; il est arrosé par deux de ses affluents, la Méouze à l'est sur trois kilomètres et demi en deux tronçons, et le ruisseau de la Valette qui borde très brièvement la commune au sud.
L'altitude minimale avec 358 mètres se trouve localisée à l'extrême nord-est au nord du lieu-dit Marmouret, là où la Tardes quitte le territoire communal et entre sur celui de Lussat. L'altitude maximale avec 514 mètres est située à l'extrême sud, en limite de la commune du Chauchet.
À l'écart des routes principales, le modeste bourg de Tardes est situé, en distances orthodromiques, vingt-quatre kilomètres au nord-est d'Aubusson et trente kilomètres au sud-ouest de Montluçon et trente-sept kilomètres à l'est de Guéret. L'altitude au niveau du bourg est d'environ 400 mètres.
La principale voie d'accès à la commune est la route départementale (RD) 993 qui traverse l'ouest de la commune sur environ deux kilomètres. Le territoire communal est également desservi à l'est par la RD 41.

### Communes limitrophes
Tardes est limitrophe de six autres communes.
|             | Lussat       | Chambon-sur-Voueize |
| Saint-Loup  | Tardes       | Sannat              |
| Le Chauchet | Saint-Priest |                     |

### Climat
Pour des articles plus généraux, voir Climat de la Nouvelle-Aquitaine et Climat de la Creuse.
Historiquement, la commune est exposée à un climat montagnard.  
En 2020, Météo-France publie une typologie des climats de la France métropolitaine dans laquelle la commune est exposée à un climat de montagne et est dans la région climatique  Ouest et nord-ouest du Massif Central, caractérisée par une pluviométrie annuelle de 900 à 1 500 mm, maximale en automne et en hiver.
Pour la période 1971-2000, la température annuelle moyenne est de 10,2 °C, avec  une amplitude thermique annuelle de 15,2 °C. Le cumul annuel moyen de précipitations est de 862 mm, avec 11,2 jours de précipitations en janvier et 7,3 jours en juillet. Pour la période 1991-2020, la température moyenne annuelle observée sur la station météorologique la plus proche, située sur la commune d'Auzances à 17 km à vol d'oiseau, est de 10,6 °C et le cumul annuel moyen de précipitations est de 898,1 mm,. Pour l'avenir, les paramètres climatiques de la commune estimés pour 2050 selon différents scénarios d’émission de gaz à effet de serre sont consultables sur un site dédié publié par Météo-France en novembre 2022.

### Milieux naturels et biodiversité

#### Espaces protégés

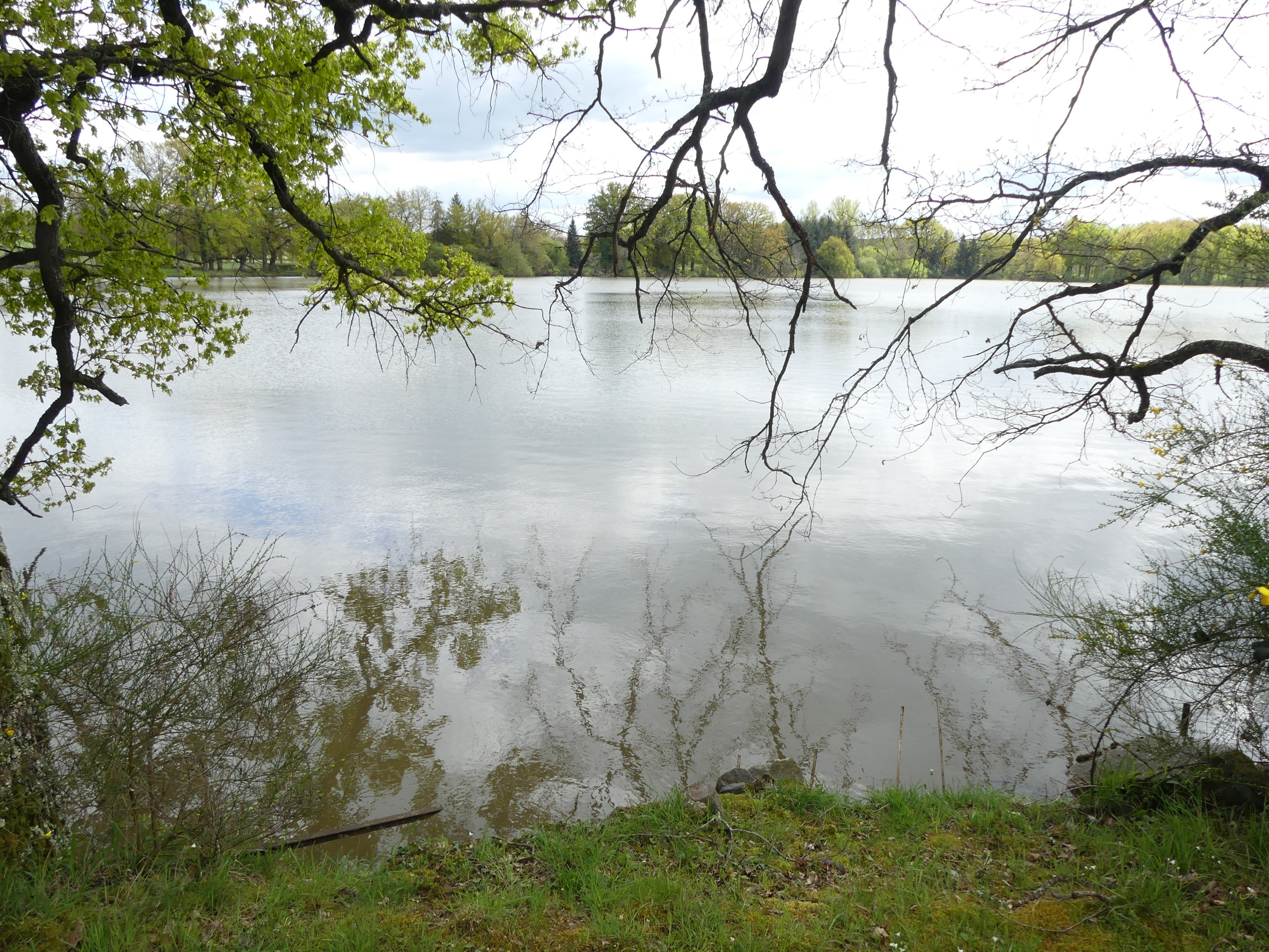
L'étang de Poutinchoux.

La protection réglementaire est le mode d’intervention le plus fort pour préserver des espaces naturels remarquables et leur biodiversité associée.
Une seule zone naturelle d'intérêt écologique, faunistique et floristique (ZNIEFF) a été recensée sur la commune d’après l'INPN.
Le bassin versant de l'étang des Landes est une ZNIEFF de type 2 qui concerne l'intégralité de ce bassin versant, qui s'étend sur 30,52 km2, sur le territoire de six communes. Cette ZNIEFF est remarquable par la présence de très nombreuses espèces, dont 92 sont déterminantes : 73 animales et 19 végétales. Sur le territoire de Tardes, elle représente toute une zone dans le nord-ouest de la commune, sur environ 170 hectares, à l'ouest de la route départementale 993, comprenant les lieux-dits le Breuil Coton, le Communal et la Perrière, ainsi que l'étang de Poutinchoux.

## Urbanisme

### Typologie
Au 1er janvier 2024, Tardes est catégorisée commune rurale à habitat très dispersé, selon la nouvelle grille communale de densité à 7 niveaux définie par l'Insee en 2022.
Elle est située hors unité urbaine et hors attraction des villes,.

### Occupation des sols
L'occupation des sols de la commune, telle qu'elle ressort de la base de données européenne d’occupation biophysique des sols Corine Land Cover (CLC), est marquée par l'importance des territoires agricoles (87,3 % en 2018), une proportion sensiblement équivalente à celle de 1990 (87,2 %). La répartition détaillée en 2018 est la suivante : 
zones agricoles hétérogènes (51,1 %), prairies (36,2 %), forêts (12,7 %). L'évolution de l’occupation des sols de la commune et de ses infrastructures peut être observée sur les différentes représentations cartographiques du territoire : la carte de Cassini (XVIIIe siècle), la carte d'état-major (1820-1866) et les cartes ou photos aériennes de l'IGN pour la période actuelle (1950 à aujourd'hui).

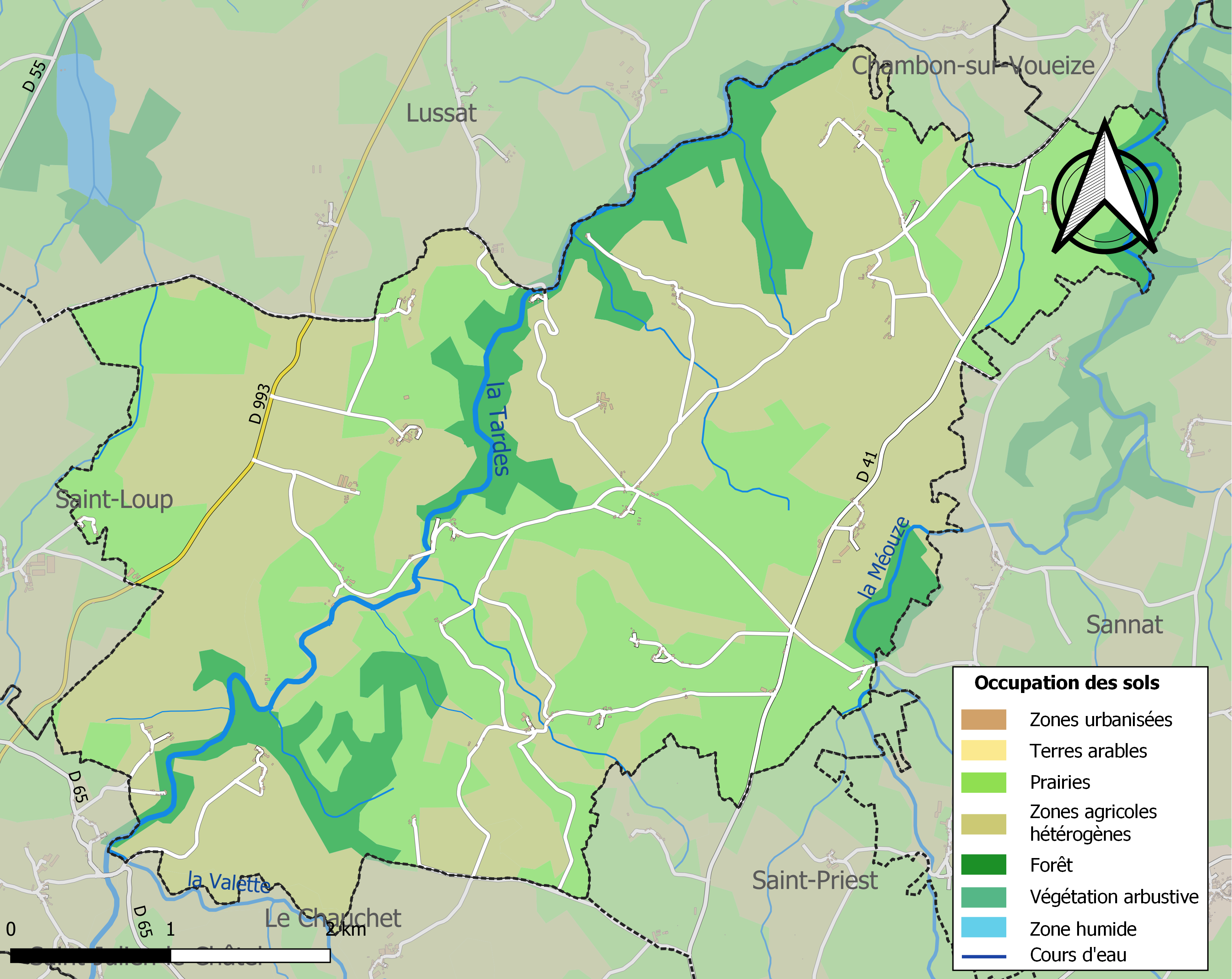
Carte des infrastructures et de l'occupation des sols de la commune en 2018 (CLC).

### Risques majeurs
Le territoire de la commune de Tardes est vulnérable à différents aléas naturels : météorologiques (tempête, orage, neige, grand froid, canicule ou sécheresse) et séisme (sismicité faible). Il est également exposé à un risque particulier : le risque de radon. Un site publié par le BRGM permet d'évaluer simplement et rapidement les risques d'un bien localisé soit par son adresse soit par le numéro de sa parcelle.

#### Risques naturels

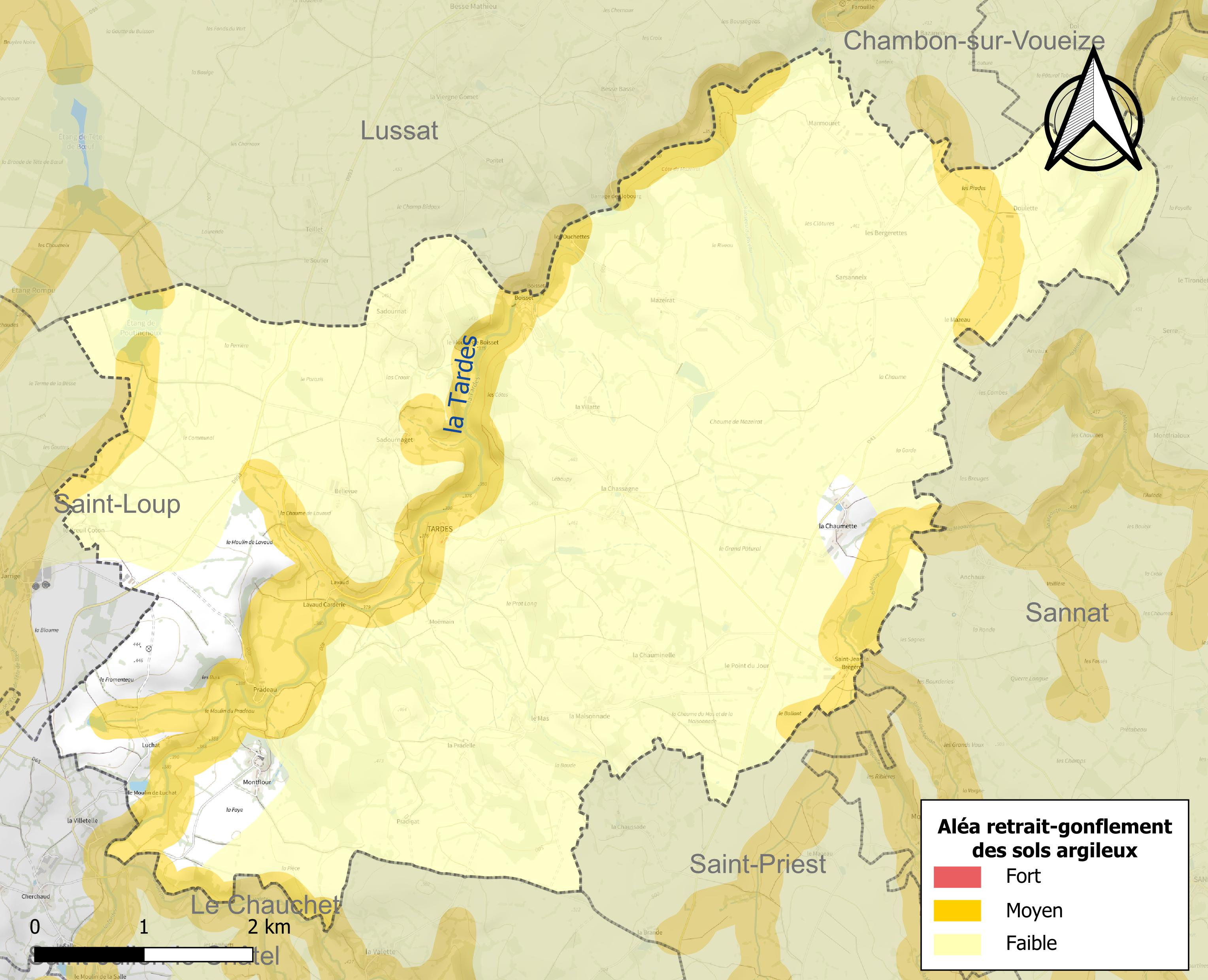
Carte des zones d'aléa retrait-gonflement des sols argileux de Tardes.

Le retrait-gonflement des sols argileux est susceptible d'engendrer des dommages importants aux bâtiments en cas d’alternance de périodes de sécheresse et de pluie. 17,4 % de la superficie communale est en aléa moyen ou fort (33,6 % au niveau départemental et 48,5 % au niveau national). Sur les 122 bâtiments dénombrés sur la commune en 2019, 26 sont en aléa moyen ou fort, soit 21 %, à comparer aux 25 % au niveau départemental et 54 % au niveau national. Une cartographie de l'exposition du territoire national au retrait gonflement des sols argileux est disponible sur le site du BRGM,.
Par ailleurs, afin de mieux appréhender le risque d’affaissement de terrain, l'inventaire national des cavités souterraines permet de localiser celles situées sur la commune.
La commune a été reconnue en état de catastrophe naturelle au titre des dommages causés par les inondations et coulées de boue survenues en 1982 et 1999. Concernant les mouvements de terrains, la commune a été reconnue en état de catastrophe naturelle au titre des dommages causés par des mouvements de terrain en 1999.

#### Risque particulier
Dans plusieurs parties du territoire national, le radon, accumulé dans certains logements ou autres locaux, peut constituer une source significative d’exposition de la population aux rayonnements ionisants. Certaines communes du département sont concernées par le risque radon à un niveau plus ou moins élevé. Selon la classification de 2018, la commune de Tardes est classée en zone 3, à savoir zone à potentiel radon significatif.

## Toponymie
En occitan, la commune porte le nom de Tardas.

## Histoire
Tardes fait partie des très nombreuses communes françaises créées aux débuts de la Révolution. En 1836, la commune de Mazeiras (orthographiée ensuite Mazeirat) fusionne avec Tardes.

## Politique et administration

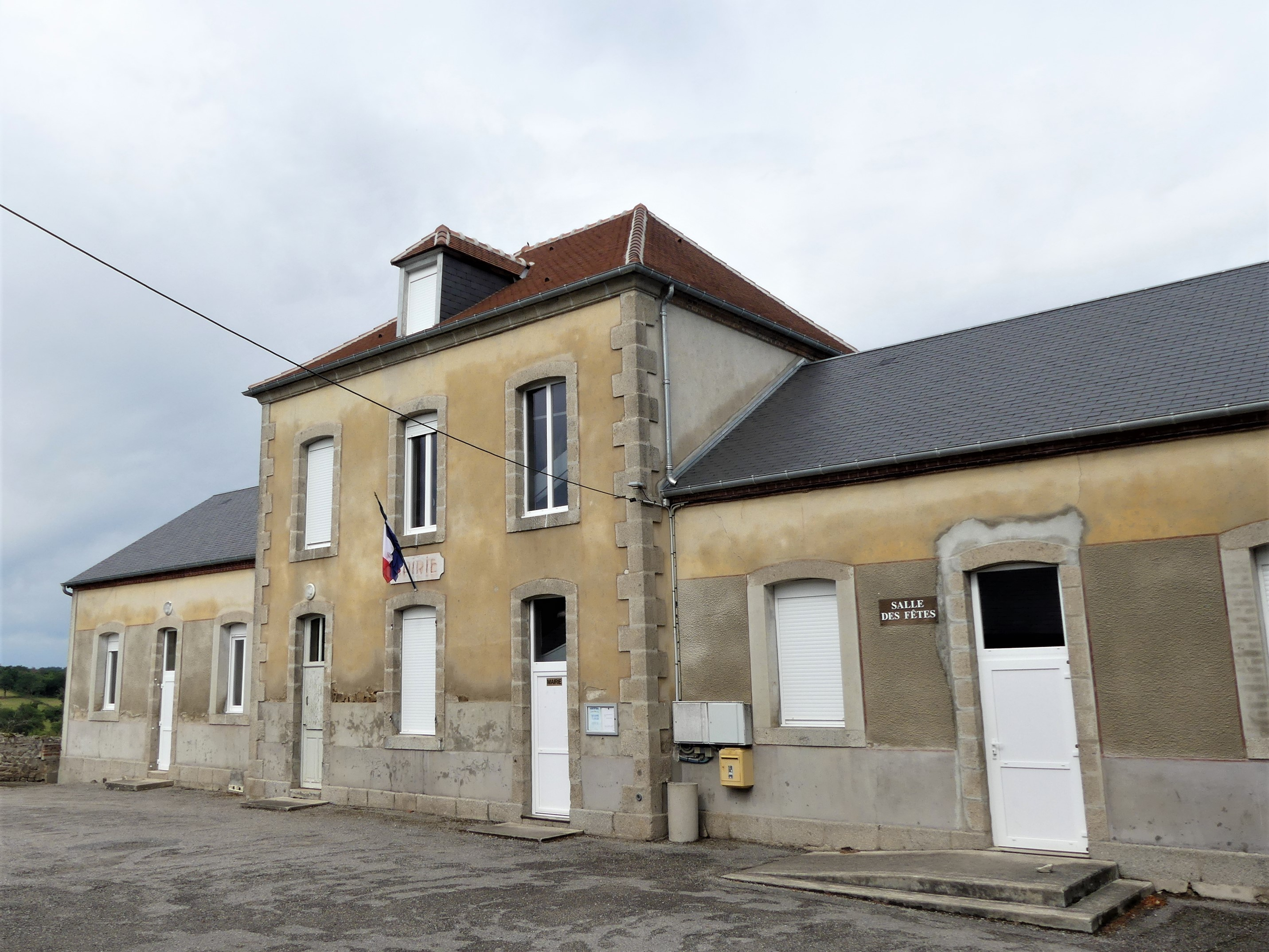
La mairie en 2022.

| Période                                  | Période   | Identité               | Étiquette | Qualité     |
| ---------------------------------------- | --------- | ---------------------- | --------- | ----------- |
| Les données manquantes sont à compléter. |           |                        |           |             |
|                                          |           |                        |           |             |
| mars 2001                                | mars 2008 | Jean Baptiste Laubelly |           |             |
| mars 2008                                | mars 2014 | Gabriel Rouchon        |           |             |
| mars 2014                                | En cours  | Régis Derboule         | SE        | Agriculteur |

## Démographie
L'évolution du nombre d'habitants est connue à travers les recensements de la population effectués dans la commune depuis 1793. Pour les communes de moins de 10 000 habitants, une enquête de recensement portant sur toute la population est réalisée tous les cinq ans, les populations de référence des années intermédiaires étant quant à elles estimées par interpolation ou extrapolation. Pour la commune, le premier recensement exhaustif entrant dans le cadre du nouveau dispositif a été réalisé en 2005.

En 2022, la commune comptait 119 habitants, en évolution de −13,14 % par rapport à 2016 (Creuse : −3,32 %, France hors Mayotte : +2,11 %).
| 1793 | 1800 | 1806 | 1821 | 1831 | 1836 | 1841 | 1846 | 1851 |
| ---- | ---- | ---- | ---- | ---- | ---- | ---- | ---- | ---- |
| 520  | 458  | 472  | 478  | 529  | 680  | 678  | 684  | 679  |

| 1856 | 1861 | 1866 | 1872 | 1876 | 1881 | 1886 | 1891 | 1896 |
| ---- | ---- | ---- | ---- | ---- | ---- | ---- | ---- | ---- |
| 670  | 638  | 629  | 614  | 593  | 586  | 582  | 592  | 550  |

| 1901 | 1906 | 1911 | 1921 | 1926 | 1931 | 1936 | 1946 | 1954 |
| ---- | ---- | ---- | ---- | ---- | ---- | ---- | ---- | ---- |
| 564  | 554  | 543  | 464  | 433  | 435  | 414  | 383  | 345  |

| 1962 | 1968 | 1975 | 1982 | 1990 | 1999 | 2005 | 2006 | 2010 |
| ---- | ---- | ---- | ---- | ---- | ---- | ---- | ---- | ---- |
| 297  | 255  | 216  | 149  | 154  | 127  | 137  | 137  | 145  |

| 2015 | 2020 | 2022 | - | - | - | - | - | - |
| ---- | ---- | ---- | - | - | - | - | - | - |
| 138  | 120  | 119  | - | - | - | - | - | - |

## Culture locale et patrimoine

### Lieux et monuments
- Le château de Montflour, des XVIe et XVIIe siècles et de la fin du XIXe siècle, est partiellement inscrit au titre des monuments historiques depuis 1996 pour ses façades et toitures ainsi que pour plusieurs de ses pièces du rez-de-chaussée[28] ; c'est une propriété privée.
- L'église de l'Assomption-de-la-Vierge de Mazeirat du XIIe siècle est inscrite au titre des monuments historiques depuis 1935[29]. D'époque romane : abside semi-circulaire et arcature reposant sur des colonnettes. Mazeiras est une ancienne commune rattachée à Tardes en 1836[30].
- Église Saint-Pierre de Tardes.
- Saint-Jean la Bregère, hameau du sud-est de la commune proche de la Méouze, est une ancienne annexe de la commanderie de La Croix-au-Bost dont une partie des possessions avait été usurpée par le seigneur de La Vilatte. Cette annexe comprenait une chapelle et une métairie à l'époque des hospitaliers de Saint-Jean de Jérusalem[31].

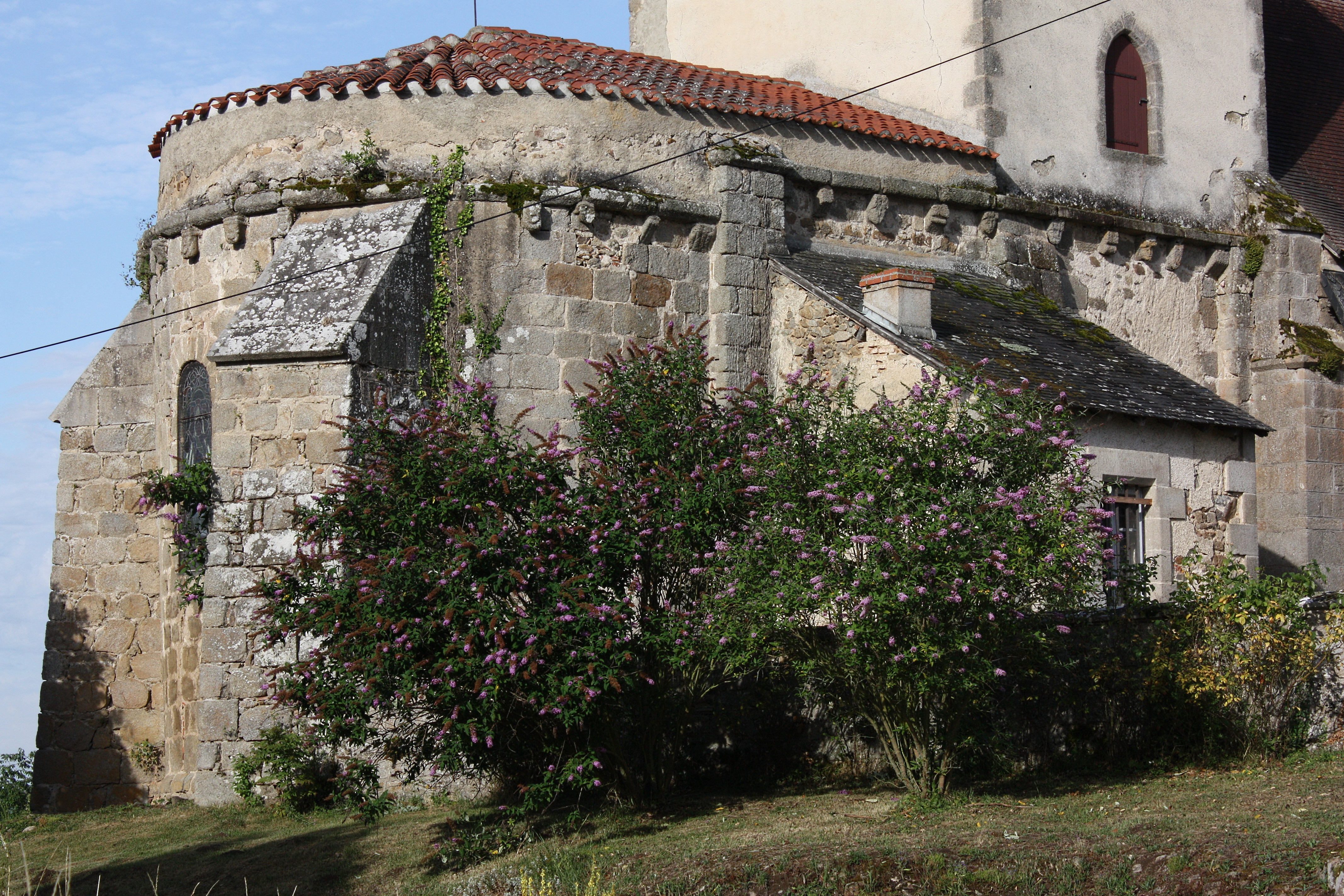
Le chevet de l'église de l'Assomption-de-la-Vierge de Mazeirat.
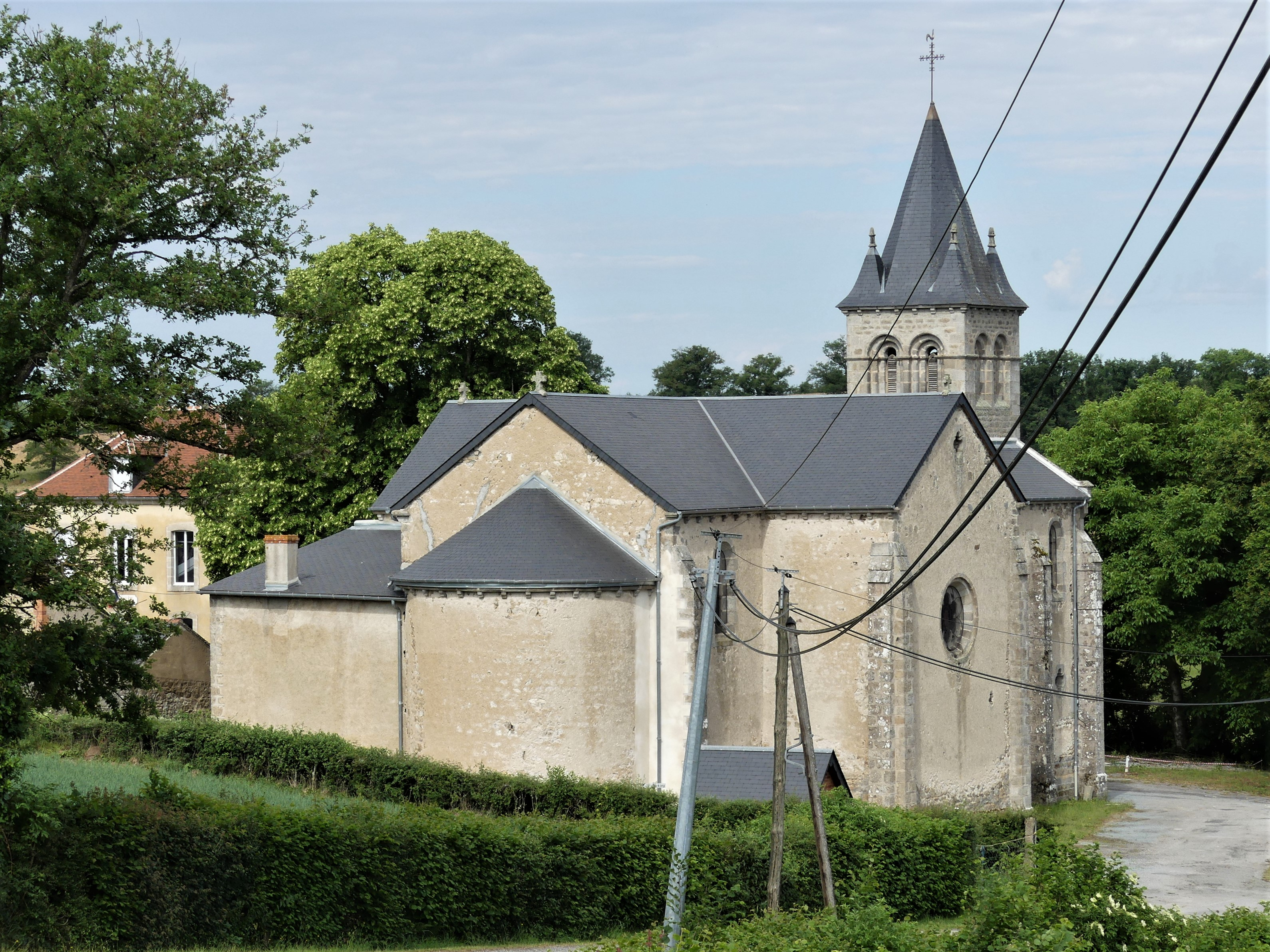
L'église Saint-Pierre de Tardes.
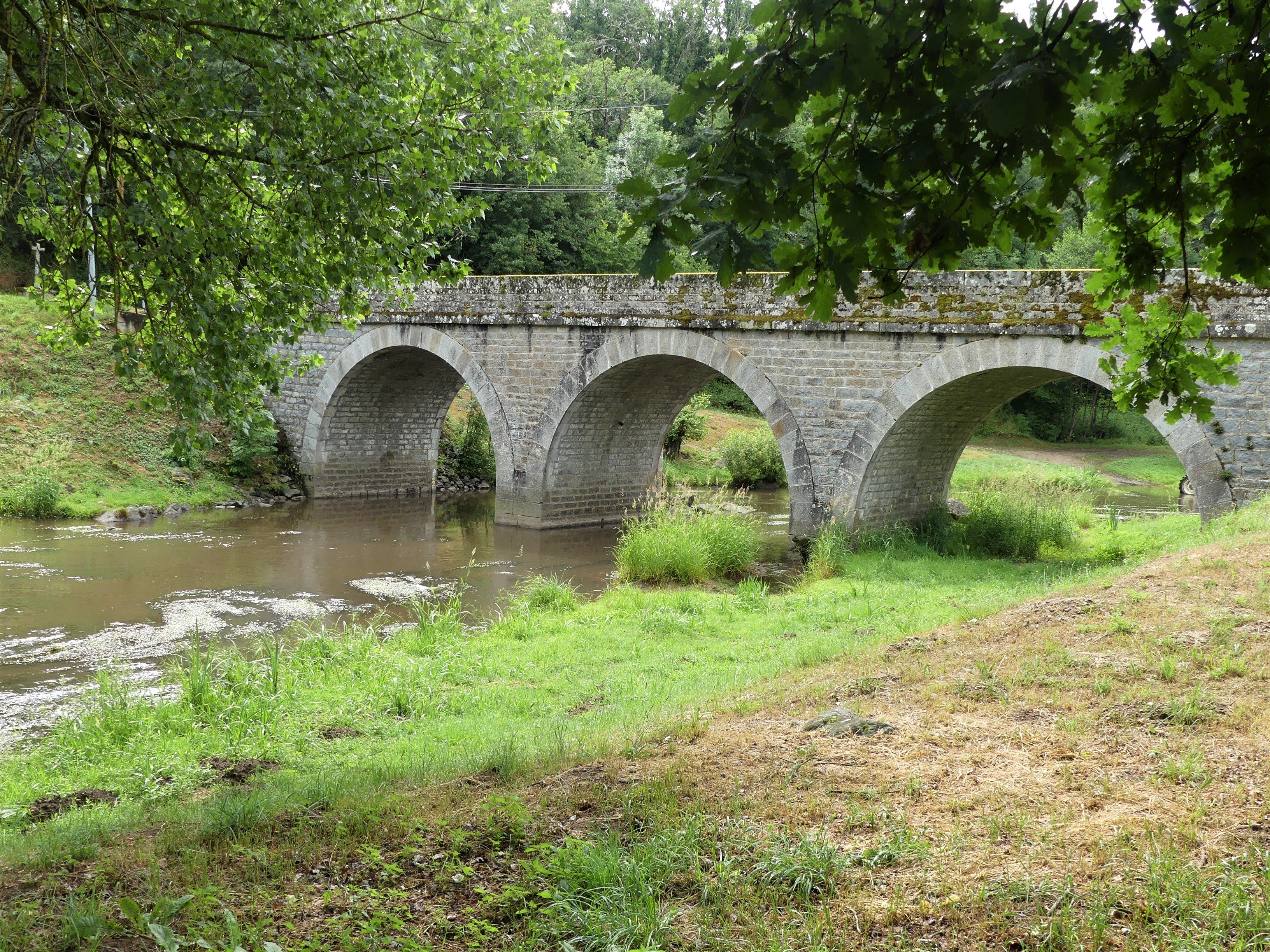
Pont sur la Tardes au sud-ouest du bourg.
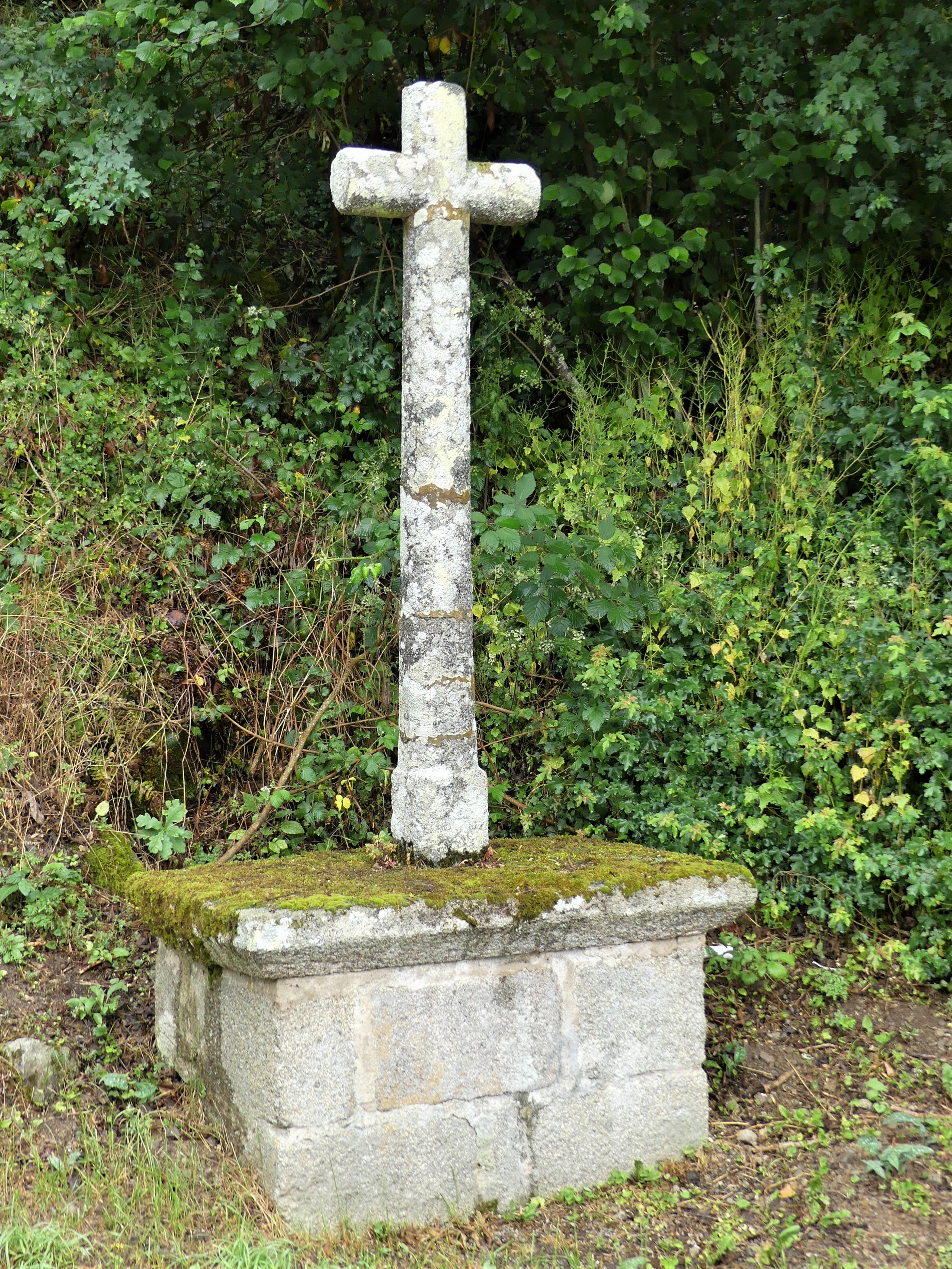
Croix au bord de la Tardes, à côté de ce pont.
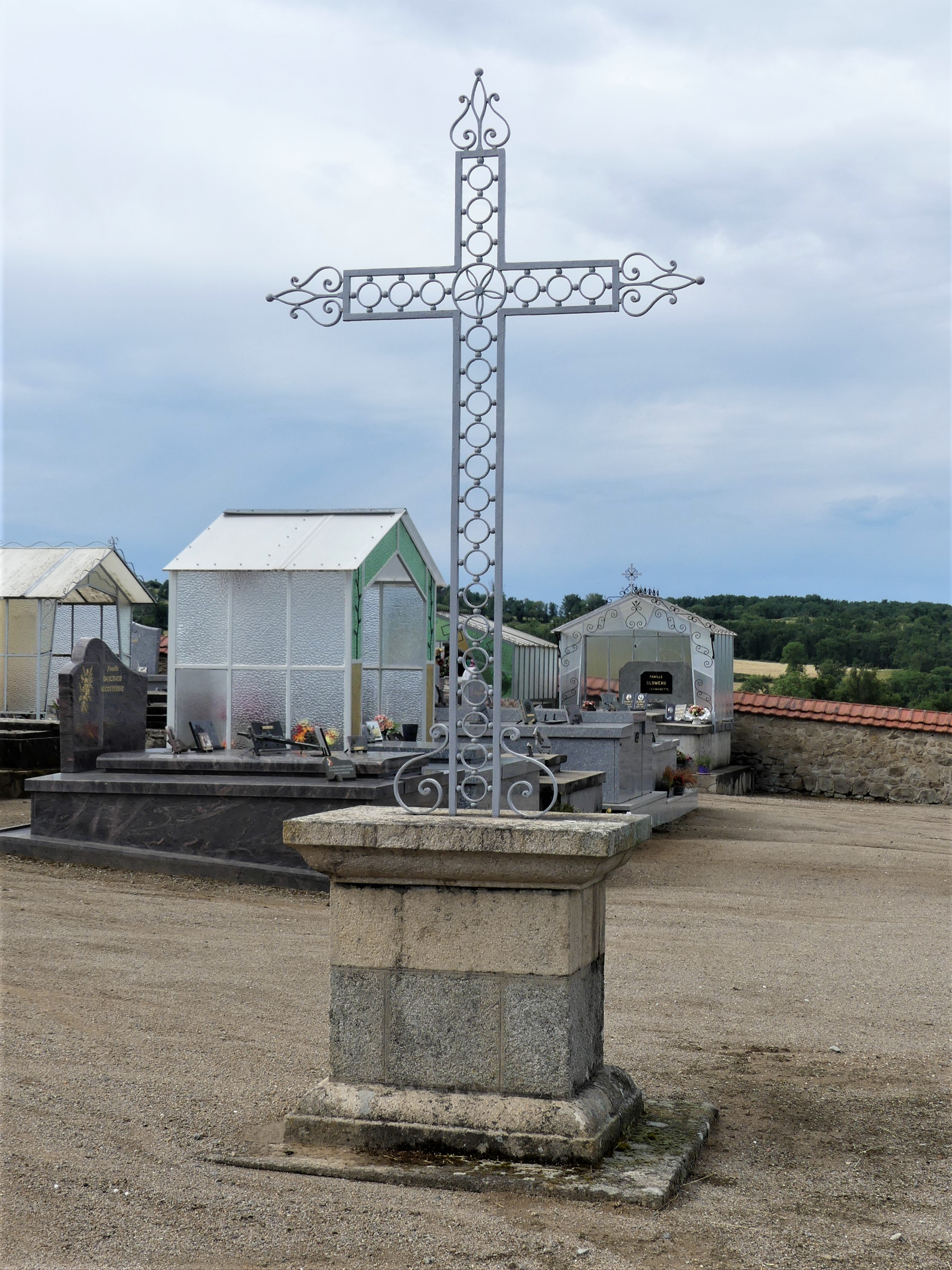
La croix principale du cimetière.
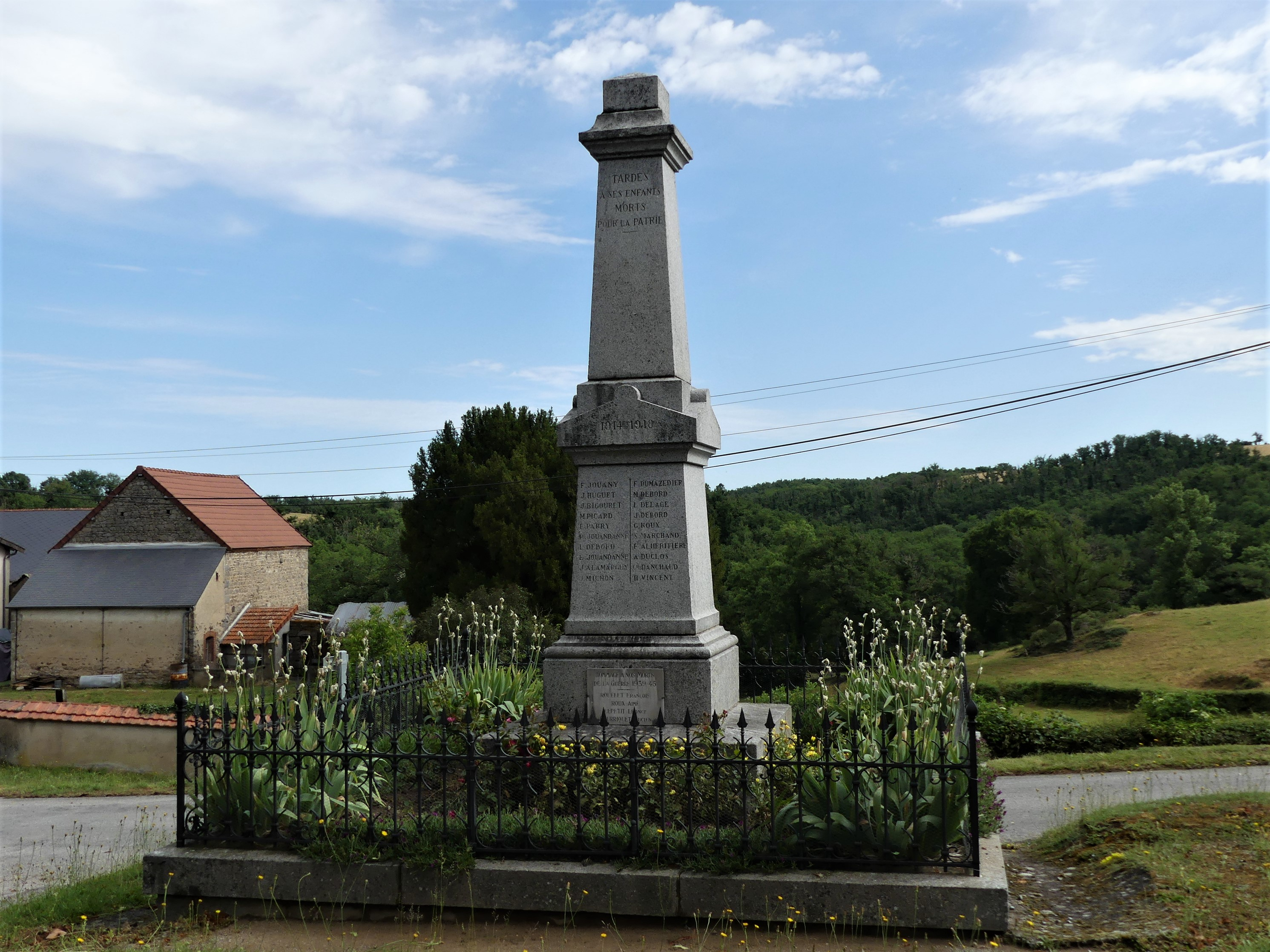
Le monument aux morts.